# Donaspastus
Donaspastus is een geslacht van vlinders van de familie dominomotten (Autostichidae), uit de onderfamilie Symmocinae.

## Soorten
- D. bosellii (Hartig, 1941)
- D. delicatella (Walsingham, 1901)
- D. digitatus Gozmany, 1985
- D. liguricus Gozmany, 1977
- D. pannonicus Gozmany, 1952
- D. ubangi Gozmány, 1966